# Gojko Šušak
Gojko Šušak (* 16. März 1945 in Široki Brijeg; † 3. Mai 1998 in Zagreb) war ein kroatischer Politiker (HDZ) und von 1991 bis zu seinem Tod 1998 der Verteidigungsminister Kroatiens. Seine Amtszeit fiel in die Zeit des Kroatien- und Bosnienkriegs (1991 bzw. 1992–1995) und so war er mitverantwortlich für die Organisation der Nationalgarde Kroatiens bzw. der daraus hervorgegangenen Streitkräfte Kroatiens sowie die Verteidigung und Aktionen zur Befreiung der besetzten Gebiete. In diesem Zusammenhang wurde er mutmaßlicher Kriegsverbrechen in Verbindung mit ethnischen Säuberungen an Serben beschuldigt. Eine mögliche Anklage vor dem Internationalen Strafgerichtshof für das ehemalige Jugoslawien kam durch seinen Tod nicht zustande.

## Biografie
Šušak wurde am 16. März 1945 als eines von sechs Kindern von Ante und Stana Šušak in Široki Brijeg, nahe dem gleichnamigen Kloster, geboren. Drei Monate nach seiner Geburt wurde sein Vater, ein Offizier der faschistischen Ustascha-Miliz, von kommunistischen Tito-Partisanen ermordet. Ein älterer Bruder war ebenfalls Angehöriger der Ustascha-Miliz. Das Haus der Familie wurde niedergebrannt. In Mokro absolvierte er vier Schuljahre, in Široki Brijeg vier weitere, bis er 1959/60 auf das örtliche Gymnasium wechselte. Dort war Slobodan Praljak ein Schulkollege, dessen Vorgesetzter er später wurde. Nachdem er 1963 seine Matura abgeschlossen hatte, besuchte er die pädagogische Akademie in Rijeka. Sein Studium konnte er aufgrund der Intervention der jugoslawischen Behörden nicht beenden. Nachdem er 1968 zur Musterung in die Jugoslawische Volksarmee (JNA) berufen worden war, beschloss Šušak, in den Westen zu fliehen.
Sein Weg führte ihn 1969 nach Kanada, wo er in Ottawa bei zwei seiner Brüder unterkam. Šušak wurde unter den anderen kroatischen Auswanderern sehr aktiv und gründete kroatische Schulen und Diaspora-Organisationen. Im Exil soll er der Organisation Kroatischer Volkswiderstand nahegestanden haben. Beruflich begnügte er sich zunächst mit Gelegenheitsarbeiten (Pizzabäcker, Bauarbeiter usw.), ehe er zu einem erfolgreichen Unternehmer aufstieg und zum Millionär wurde.
1989 ging Šušak nach Kroatien und wurde Mitglied der Kroatischen Demokratische Gemeinschaft (HDZ), der er vier Millionen US-Dollar spendete. Šušak wurde zum Minister für Emigrantenangelegenheiten und stellvertretenden Verteidigungsminister ernannt. Während des Waffenembargos spielte er eine Schlüsselrolle bei der Beschaffung von Waffen für die kroatischen Regierungstruppen (Nationalgarde, Spezialpolizei), indem er Gelder von Auslandskroaten nach Kroatien leitete. Im September 1991 sagte Šušak, dass die kroatische Regierung durch seine Bemühungen 30 Millionen Deutsche Mark erhalten habe, von denen sie über 5000 Schusswaffen gekauft habe.
Am 18. September 1991 wurde er zum Verteidigungsminister Kroatiens ernannt und erhielt für seinen Posten das symbolische Monatsgehalt von umgerechnet gerade mal 750 Euro. Šušak selbst sagte in einem TV-Interview, dass er mit diesem verantwortungsvollen Amt niemals gerechnet hätte. Er selbst gab auch zu, überhaupt keine Kompetenzen im Bereich der Kriegsführung zu haben, und erwähnte, wie er sich vor der jugoslawischen Armee obendrein gedrückt habe. Andererseits waren sowohl Šušak als auch der kroatischen Öffentlichkeit klar, dass er dieses Amt hauptsächlich aufgrund seiner finanziellen Mittel erhalten hatte. Seinen Stab setzte er aus kriegserfahrenen Bekannten und Verwandten zusammen (unter ihnen: der spätere General Ante Gotovina). Nach den Militäraktionen Oluja und Bljesak im Jahr 1995 war Šušak auf dem Höhepunkt seiner Popularität angelangt.

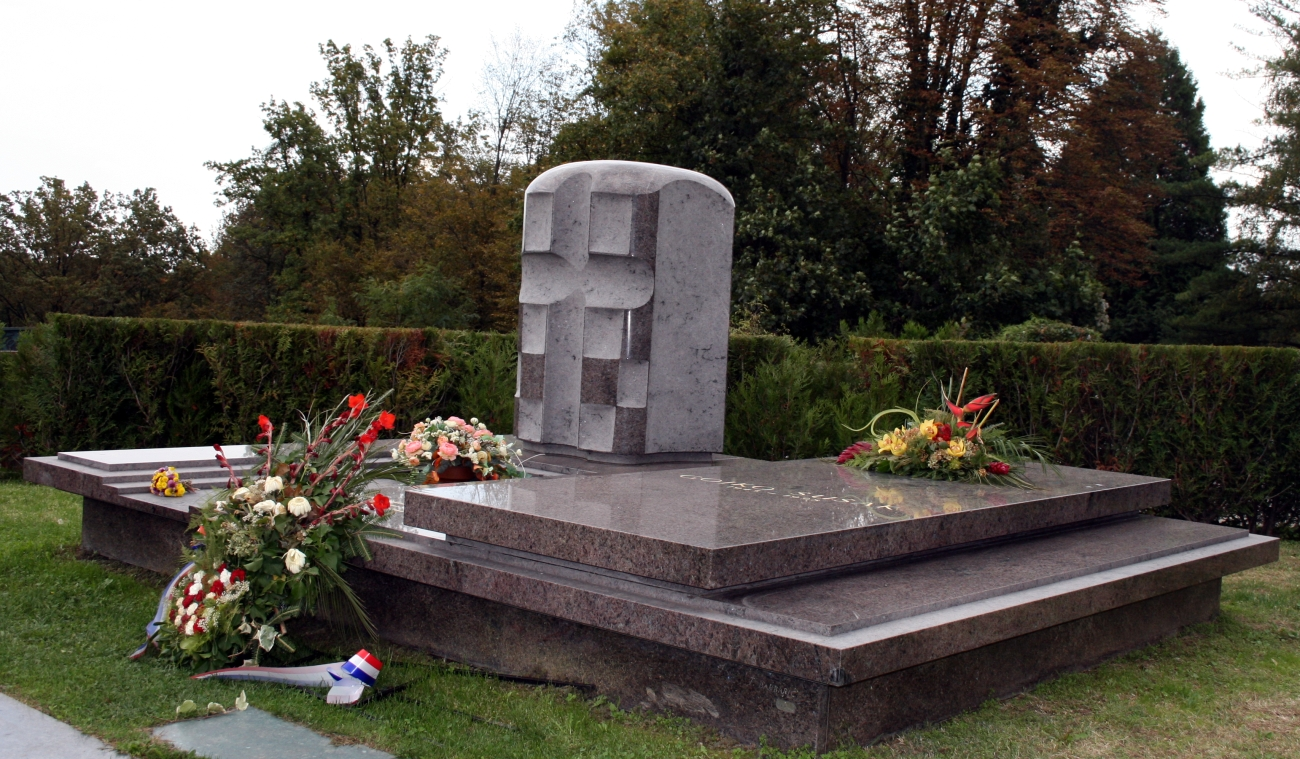
Gojko Šušaks Grab (Mirogoj-Friedhof, Zagreb)

Šušak wurde ein enger Freund des damaligen US-amerikanischen Verteidigungsministers William Perry. Nachdem bei Šušak Lungenkrebs festgestellt worden war, wurde er im März 1996 auf Perrys Initiative ins Walter-Reed-Militärkrankenhaus in Washington, D. C. eingeliefert und operiert. Am 3. Mai 1998 um 21:30 Uhr erlag er im Krankenhaus Dubrava in Zagreb schließlich seiner Krankheit. Er hinterließ seine Ehefrau Đurđa, seine Töchter Katarina und Jelena, seinen Sohn Tomislav sowie seine Brüder Mile in Zagreb und Branko in Ottawa. Gojko Šušak wurde in einem Staatsbegräbnis in der „Allee der Verteidiger Kroatiens“ auf dem Mirogoj-Friedhof in Zagreb beigesetzt.

## Internationaler Strafgerichtshof für das ehemalige Jugoslawien
In der Anklageschrift des ICTY gegen Ante Gotovina, Mladen Markač und Ivan Čermak wird Gojko Šušak als Mitglied einer kriminellen Vereinigung beschrieben, deren Ziel die dauerhafte Vertreibung der serbischen Bevölkerung aus dem Gebiet der Republik Serbische Krajina gewesen war.

## Nachleben
In den kroatischen Städten Zagreb, Imotski, Slunj und Pakrac sind Straßen nach Šušak benannt. In seinem Heimatort Široki Brijeg wurde ein lebensgroßes Denkmal auf einem nach ihm benannten Platz aufgestellt und alljährlich findet ihm zu Ehren ein Fußballturnier statt.
Die kroatische Post gab am 3. Mai 2023 anlässlich des 25. Todestages von Šušak eine Briefmarke mit einer Auflage von 30.000 und einen Ersttagsbrief mit seinem Porträt heraus.

## Auszeichnungen (Auswahl)
- 1993: Erinnerungsabzeichen des Heimatkriegs
- 1995: Großorden des Königs Petar Krešimir IV. mit Schärpe und Morgenstern
- 1995: Fürst-Domagoj-Orden mit Halsband
- 1995: Orden des Ante Starčević
- 1995: Orden des Kroatischen Dreiblatts
- 1995: Erinnerungsabzeichen der heimatlichen Dankbarkeit
- 1997: Orden des Ban Jelačić
- 1998: Großorden des Königs Dmitar Zvonimir mit Schärpe und Morgenstern
- 1998: Orden des Nikola Šubić Zrinski
- 1998: Orden des Stjepan Radić

## Quelle
- David Binder: Gojko Susak, Defense Minister of Croatia, Is Dead at 53. In: The New York Times. 5. Mai 1998 (englisch, nytimes.com [abgerufen am 1. Juni 2013]).
- John Kifner: From Pizza Man in Canada to Croatian Kingmaker. In: The New York Times. 16. Januar 1994 (englisch, nytimes.com [abgerufen am 13. August 2020]).